# Сполдинг, Брайан
Дадли Брайан Сполдинг (англ. Dudley Brian Spalding; 9 января 1923 в Нью Молдоне, графство Суррей, Англия — 27 ноября 2016) — британский учёный, профессор-эмерит Имперского колледжа Лондона, член Королевской инженерной академии иностранный член Российской академии наук. Его называют «отцом» современной вычислительной гидродинамики.

## Биография
Окончил Оксфордский университет (1944) и аспирантуру Кембриджского университета (1952). С 1965 года профессор Имперского колледжа Лондона. В 1974 году основал компанию Concentration Heat And Momentum Limited (CHAM) в которой занимает должность управляющего директора по сей день. Компания разрабатывает и поддерживает расчетный пакет PHOENICS. Действительный член Королевской инженерной академии с 1989 года.
В 1968 году посетил СССР с целью участия в международной конференции, организованной Институтом теплофизики. С тех пор активно сотрудничает с российскими учёными и регулярно посещает Россию. Владеет русским языком. В 1994 году был избран иностранным членом Российской академии наук. В 2013 году стал Почётным доктором МЭИ (2010).

## Научная деятельность
Автор пятнадцати книг и более 300 статей по вычислительной механике, теплообмену, течению в двухфазных средах и горению.
Внёс решающий вклад в создание моделей турбулентности и теплопередачи, разработал первый в мире расчетный пакет для численного моделирования течения жидкости и газа, а также перевел некоторые фундаментальные труды советских ученых на английский язык, в частности в 1964 году сделал перевод книги Кутателадзе и Леонтьева «Турбулентный пограничный слой сжимаемого газа» — Новосибирск: Изд-во СО АН СССР, 1962.
В разное время он был приглашённым профессором в Массачусетском технологическом институте, Калифорнийском университете в Беркли и Университете Миннесоты; в конце 1970-х он был профессором в Университете Пердью.

## Награды
- Премия имени Макса Джейкоба (1978).
- Медаль Бенжамина Франклина (2010).
- «За многочисленные оригинальные концепции процессов тепломассобмена, которые в механике жидких сред и вычислительной механике жидких сред стали базой практических расчётов в энергетике» Брайан Сполдинг стал в июне 2009 года лауреатом Международной энергетической премии «Глобальная энергия»[3].